# جيل غالاغير
جيل غالاغير (بالإنجليزية: Gil Gallagher)‏ هو لاعب كرة قاعدة أمريكي، ولد في 5 سبتمبر 1896، وتوفي في 6 يناير 1957.

## وصلات خارجية
- جيل غالاغير على موقعبيزبول رفرنس.كوم (الدوري الرئيسي) (الإنجليزية)